# Jacques Duponchel
Jacques Duponchel o Giacomo Duponchel (Douai (Nord), abans de 1652 - 1685) fou un compositor i organista francès que va desenvolupar bona part de la seva carrera professional a Itàlia.
A la seva vila nadiua agafà el càrrec d'organista i mestre de cor. Començà la carrera musical a la Baixa Àustria. Es va unir als Frares Caputxins i durant poc temps fou organista de la cort dels ducs de Baviera a Bonn el 1640, i més tard es va instal·lar definitivament a Itàlia on passà al servei del cardenal Antonio Bichi. De 1663 a 1665 va ser organista de la catedral d'Osimo (Ancona) i prefecte del cor del convent franciscà d'aquella ciutat. També va ocupar durant dos anys, el mateix càrrec a la basílica romana dels Sants Apòstols. Més tard tornà a Osimo.

## Obres
- Psalmi vespertini cum letiniis B. M. V.3 vocum, (Roma, 1665)
- Sacrae cantiones 2, 3 et 4 vocibus cum litaniis, B. M. V. (Bolonya, 1671)
- Messe a 3. 4. et 5 voci concertati con violini e ripieni a bene placite, (Roma, 1776)